# Château d'Annevoie
Le Château d'Annevoie est un château situé en Wallonie dans le village d'Annevoie-Rouillon, commune d'Anhée, province de Namur, Belgique.
Il a été construit au XVIIIe siècle par la famille de Montpellier et est principalement connu pour les vastes jardins d'eau qui l'entourent, les Jardins d'Annevoie, uniques jardins d'eau en Belgique. Le dessin est essentiellement d'un jardin français, mais contient de nombreux éléments de jardin anglais et de jardin italien. L'eau provient de la rivière Rouillon.

## Voir également
- Liste des châteaux en Belgique
- Liste des sites patrimoniaux protégés à Anhée
- Art des jardins